# Dolichopeza (Nesopeza) multiguttula
Dolichopeza (Nesopeza) multiguttula is een tweevleugelige uit de familie langpootmuggen (Tipulidae). De soort komt voor in het Oriëntaals gebied.